# St. Michael (Vorsfelde)

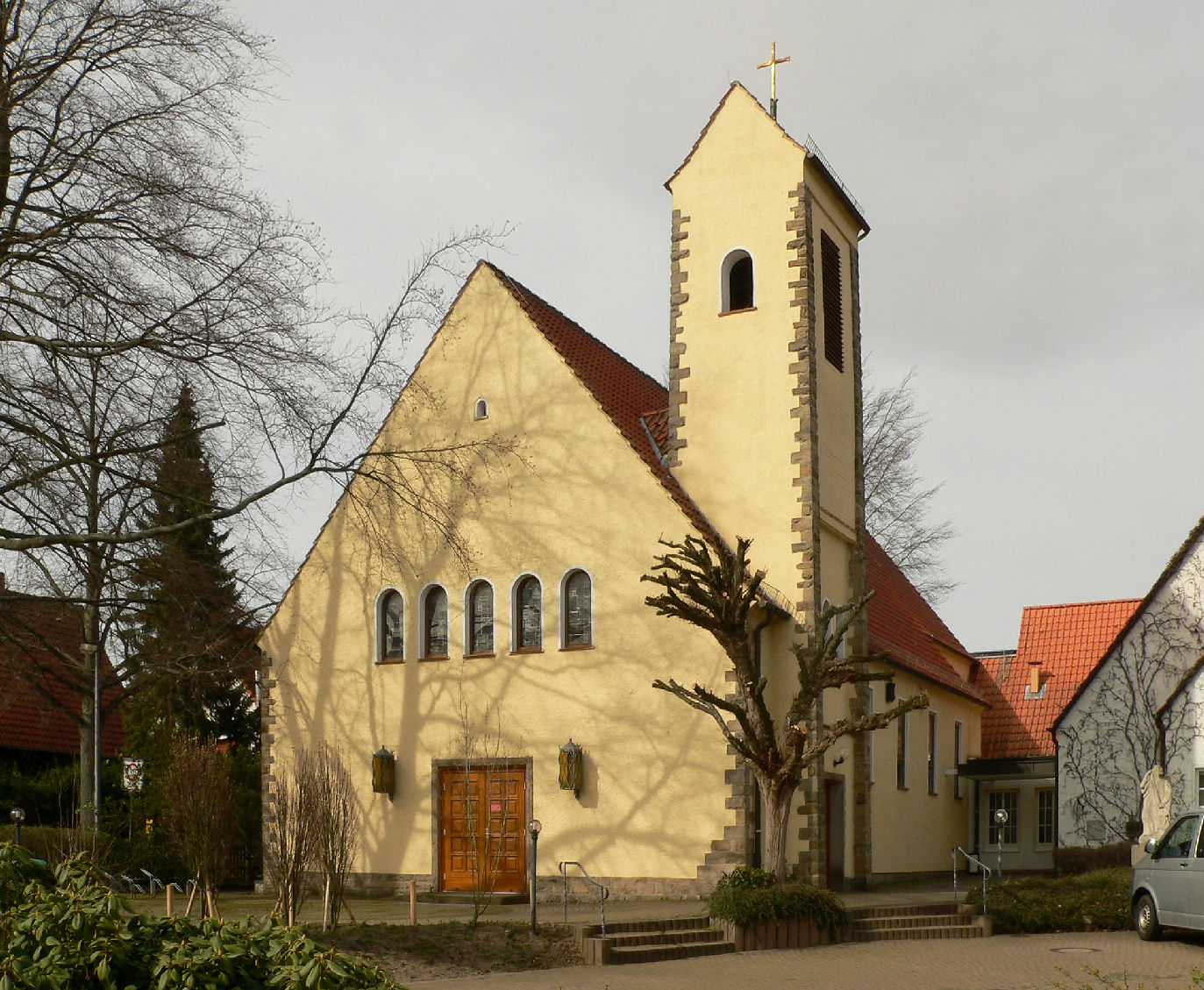
St.-Michael-Kirche

Die Kirche St. Michael ist die katholische Kirche in Vorsfelde, einem Stadtteil von Wolfsburg in Niedersachsen. Die nach dem Erzengel Michael benannte Pfarrkirche hat die Adresse Am Engelhop 1 (Ecke Mühlenweg), ihre Pfarrgemeinde gehört zum Dekanat Wolfsburg-Helmstedt des Bistums Hildesheim.

## Geschichte
Im 16. Jahrhundert wurden die Bewohner von Vorsfelde und ihre Kirche mit der Einführung der Reformation evangelisch-lutherisch.
Erst von der zweiten Hälfte des 19. Jahrhunderts an ließen sich im Zuge der Industrialisierung einige wenige katholische Familien in Vorsfelde nieder. Sie gehörten zunächst zur Pfarrei St. Ludgeri (Helmstedt). 1902 wurden sie von einem Geistlichen aus Gardelegen betreut, ab 1903 vom Vikar der Kirchengemeinde Kaltendorf-Oebisfelde.
Erst mit der 1938 begonnenen Errichtung des Volkswagenwerkes und der Stadt des KdF-Wagens zogen verstärkt katholische Arbeiter in das seit der Reformation evangelische Gebiet um Vorsfelde. 1944 kam Vorsfelde zur Kuratie Stadt des KdF-Wagens (1945 in Wolfsburg umbenannt), zuvor gehörte es zur 1927 gegründeten Pfarrvikarie Velpke.
Im Zuge der Flucht und Vertreibung Deutscher aus Mittel- und Osteuropa 1945–1950 vergrößerte sich die Zahl der Katholiken im Raum Vorsfelde weiter. Deshalb wurde 1946 von der Kuratie Wolfsburg die Vikarie Hoitlingen abgetrennt. 1950 wurde der Sitz der Vikarie von Hoitlingen in das bevölkerungsreichere Vorsfelde verlegt. In Vorsfelde fanden bereits gelegentlich katholische Gottesdienste in der evangelischen St.-Petrus-Kirche statt.
1950 wurde im Norden von Vorsfelde von Maurermeister Karl Klapprott ein Pfarrhaus mit einem kleinen angrenzenden Gemeindesaal erbaut und der Vikariegemeinde geschenkt, die zu diesem Zeitpunkt etwa 800 Mitglieder umfasste. Am 17. September 1950 weihte der Wolfsburger Pfarrer Antonius Holling beide Gebäude ein. Zunächst fanden die Gottesdienste im Gemeindesaal statt. Am 1. November 1950 trat Bruno Kutschki als erster Priester in Vorsfelde seinen Dienst an. Da 1952 die Gemeinde auf etwa 1200 Mitglieder angewachsen war, erwies sich der Gemeindesaal als zu klein und der Bau einer Kirche wurde beantragt. Am 10. April 1952 erfolgte die Grundsteinlegung durch Generalvikar Wilhelm Offenstein, und am 7. September desselben Jahres wurde die Kirche durch Bischof Joseph Godehard Machens geweiht. Der erste Tabernakel und die Glocken stammten aus der Notkirche in Heßlingen.
1958 wurde das Dekanat Wolfsburg errichtet, zu dem die Kirche gehörte. Zuvor gehörte Vorsfelde zum Dekanat Celle.
Zum 1. Juli 1961 wurde seitens des Bistums Hildesheim die Kirchengemeinde Vorsfelde (Kuratiegemeinde) errichtet, zuvor war Vorsfelde ein Seelsorgsbezirk (Vikarie) der Pfarrgemeinde Wolfsburg. Die neue Kirchengemeinde umfasste die Ortschaften Ahnebeck, Bergfeld, Brechtorf, Eischott, Hoitlingen, Parsau, Rühen, Tiddische, Velstove, Vorsfelde und Wendschott. 1963 wurde die Filialkirche St. Raphael in Parsau eingeweiht, und Tülau sowie die umliegenden Ortschaften der Kirchengemeinde St. Michael angeschlossen. 1968 wurde in St. Michael der Altarraum nach den Beschlüssen des Zweiten Vatikanischen Konzils umgestaltet und ein neuer Altar durch Weihbischof Heinrich Pachowiak geweiht.
1971 wurde eine neue Orgel eingeweiht. Zum 1. Januar 1972 wurde die bisherige Kuratiegemeinde St. Michael zur Pfarrgemeinde erhoben. Von 1976 bis 1984 war die St.-Raphael-Kirche in Parsau der Kirchengemeinde in Velpke zugeordnet. 1986 erfolgte mit Eigenleistung der Gemeinde der Abriss des mehrmals umgebauten Pfarrheims, dessen Neubau, ferner wurde der Kirchplatz neu gestaltet. 2001 erhielt der Altarraum seine heutige Gestalt, 2002 wurde die Orgel erweitert.
Seit dem 15. Juli 2005 wird auch die Kirche Unbefleckte Empfängnis Mariä in Velpke vom Priester der Pfarrgemeinde St. Michael seelsorglich betreut. Seit dem 1. November 2006 gehört St. Michael zum Dekanat Wolfsburg-Helmstedt; zuvor gehörte sie zum Dekanat Wolfsburg, welches zu diesem Zeitpunkt umbenannt und um den Helmstedter Teil des damals aufgelösten Dekanats Helmstedt-Wolfenbüttel vergrößert wurde. Seit dem 1. September 2010 gehört die Velpker Kirche zur Pfarrei St. Michael. Seit dem 1. September 2013 verfügt die Pfarrei St. Michael über keinen ortsansässigen Priester mehr, da ihr letzter ortsansässiger Pfarrer nach St. Raphael in Garbsen versetzt wurde.

## Architektur und Ausstattung

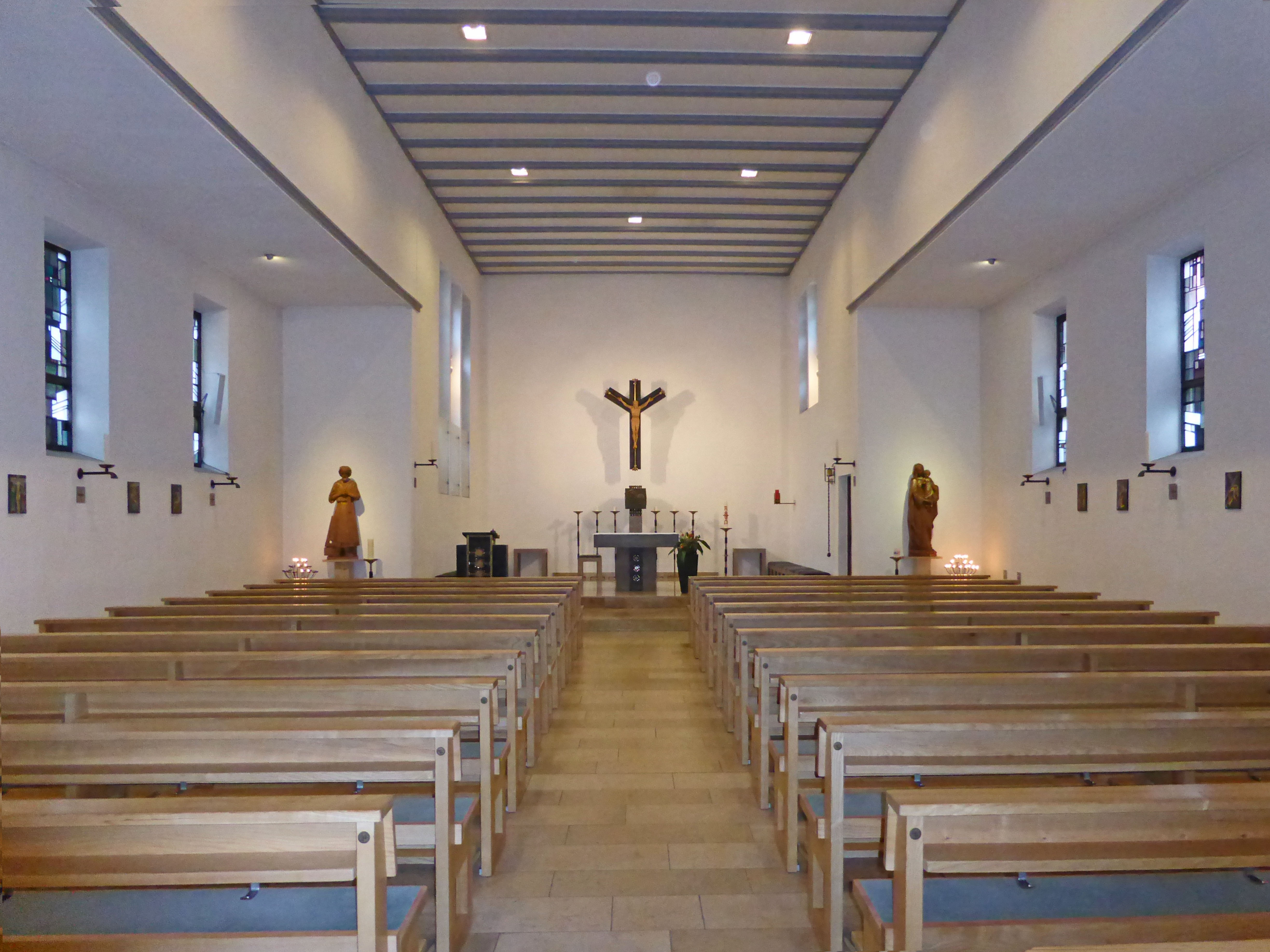
Innenansicht

Kirche und Pfarrhaus entstanden nach Plänen von Josef Fehlig (Baurat in Hildesheim) und Karl Klapprott (Maurermeister in Vorsfelde). Die Kirche befindet sich in etwa 67,5 Meter Höhe über dem Meeresspiegel und bietet über 158 Sitzplätze. Zentral im Altarraum steht hinter dem aus Velpker Sandstein errichteten Altar der vom Wolfsburger Goldschmiedemeister Raimund Lange (1928–2006) gestaltete Tabernakel, seine Vorderseite zeigt Jesus Christus mit den Emmausjüngern sowie das leere Grab. Das ebenfalls von Lange gestaltete Lesepult erinnert mit seinen vier Bergkristallen an die vier Evangelisten. An der Rückwand hinter dem Altar befindet sich ein Kruzifix mit Korpus, links und rechts neben dem Altarraum befinden sich Statuen der Heiligen Josef und Maria. Unter der Orgelempore befinden sich eine Statue des heiligen Antonius von Padua und ein Beichtstuhl. Ferner in einer kleinen Taufkapelle, die durch ein 1961 von Claus Kilian mit einem Motiv des Erzengels Michael gestaltetes Fenster erhellt wird, ein Taufbecken von 1954. Die Kirchenfenster, ebenfalls von Kilian entworfen, wurden 1965 eingebaut. Neben der Kirche befindet sich seit 1990 eine von Jörg Carl aus Wendschott geschaffene Statue, die den Erzengel Michael im Kampf mit einem Drachen darstellt. Vor dem Pfarrhaus befindet sich ein hölzernes Hofkreuz.

### Orgel

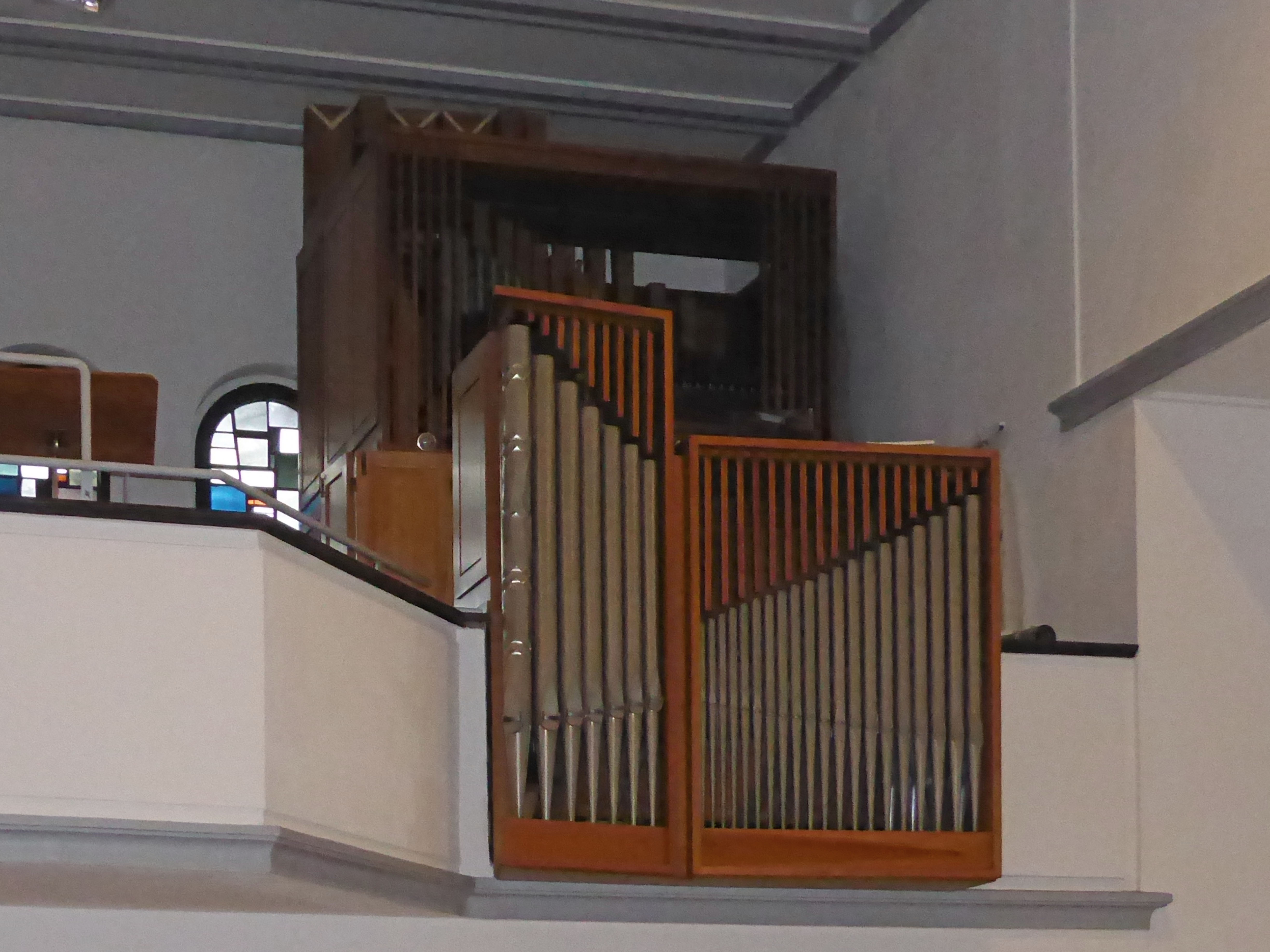
Orgel

Das am 19. Dezember 1971 durch Dechant Antonius Holling eingeweihte Schleifladen-Instrument mit mechanischer Traktur wurde durch die Orgelbauer Bruns-Bürger-Doering aus Braunschweig erbaut und hat heute 14 Register auf zwei Manualen und Pedal. Zuvor wurde ein Harmonium genutzt, anschließend eine elektronische Orgel. 2002 erfolgte eine Ergänzung des Pedals durch Orgelbau Amadeus Junker aus dem Landkreis Gifhorn.
| I. Hauptwerk C–g3 |    |
| Rohrflöte         | 8′ |
| Prinzipal         | 4′ |
| Spitzflöte        | 2′ |
| Sesquialtera II   |    |
| Mixtur IV         |    |

| II. Brustwerk C–g3 |    |
| Gedackt            | 8′ |
| Gedacktflöte       | 4′ |
| Prinzipal          | 2′ |
| Zimbel II          |    |
| Regal              | 8′ |
| Tremulant          |    |

| Pedalwerk C–f1 |            |
| Subbaß         | 16′        |
| Pommer         | 8′         |
| Choralbaß      | 4′ (2002)  |
| Fagott         | 16′ (2002) |

- Koppeln: II/I, II/P, I/P

## Einzugsgebiet
Das Einzugsgebiet der Kirche umfasst die Wolfsburger Stadtteile Hehlingen, Neuhaus, Reislingen (nur Alt-Reislingen), Velstove, Vorsfelde und Wendschott; ferner im Landkreis Gifhorn die Gemeinden Rühen und Tiddische.

## Katholische Einrichtungen
- Kindertagesstätte. Seit dem 14. November 1992 besteht die Kindertagesstätte St. Michael an der Marienborner Straße.
- Sozialstation. Aus der am 1. August 1969 gegründeten Schwesternstation von St. Michael ging 1978/79 die Sozialstation Vorsfelde hervor, die seitdem von den katholischen und evangelischen Kirchen Vorsfeldes sowie dem Roten Kreuz gemeinsam getragen wird.